# Джагнот, Анируд
Анируд Джагнот (хинди अनिरुद्ध जगन्नाथ, англ. Anerood Jugnauth; 29 марта 1930, Вакоа-Феникс, Маврикий — 3 июня 2021, Курепипе, Маврикий) — политический деятель Маврикия, трижды премьер-министр (1982—1995, 2000—2003, 2014—2017), президент Маврикия с 7 октября 2003 по 31 марта 2012.

## Биография

### Юность и начало политической карьеры
Родился 29 марта 1930 года в Вакоа-Фениксе в семье мелкого плантатора, выходца из Индии. Учился в начальной школе Палмы, получил среднее образование в Regent College. Некоторое время проучился в New Eton College, потом работал клерком в юридическом департаменте, затем перешёл в судебный. В 1951 году покинул Маврикий, и уехал в Великобританию, где и получил высшее юридическое образование в Lincoln’s Inn. В 1954 году был принят в коллегию адвокатов в Лондоне.
С 1954 года после возвращения на Маврикий занимался юридической практикой, одновременно начал активно участвовать в политической жизни страны в рядах Лейбористской партии (член ЛП в 1954—1971 годах), с начала 1960-х годов — в рядах Независимого передового блока. В 1963—1967, 1974—1995 и 2000—2003 годах депутат Законодательной ассамблеи (парламента) от района Ривьер-дю-Ремпарт. В 1964 году был избран председателем сельсовета Палмы.
В период с 1965 по 1969 год состоял в коалиционном правительстве: с 1965 по 1966 — министр развития, с ноября 1966 по апрель 1967 года — министр труда.
Принимал активное участие в борьбе за независимость Маврикия. В 1966 году работал судьёй. В 1969 году подал в отставку из-за несогласия с политикой правительства премьер-министра Сивусагура Рамгулама. С 1969 года занимался частной адвокатской практикой.
В 1971 году вступил в партию «Маврикийское боевое движение» (МММ), стал членом ЦК и Политбюро, а с 1973 по 1983 год был лидером партии. С декабря 1976 по июнь 1982 года — лидер оппозиции. В марте 1983 года в результате раскола МММ основал новую партию «Боевое социалистическое движение» (МСМ).

### Пост премьер-министра
После выборов 1982 года избран премьер-министром вместо Сивусагура Рамгулама. Некоторое время находился в тактическом союзе с правыми социал-демократами Гаэтана Дюваля. Его правление было отмечено экономическим ростом и нарастанием межэтнической напряжённости. В 1995 году проиграл выборы, но в 2000 году вернулся на пост премьер-министра.

### Участие в разрешении вопроса о принадлежности архипелага Чагос
Архипелаг Чагос находится в центре Индийского океана и состоит из множества островов, имеющих важное значение не только из-за обширных запасов рыбы в этой зоне, но и благодаря удачному стратегическому положению. До получения Маврикием независимости в 1968 году Великобритания отторгла Чагос от Маврикия, чтобы «сдать в аренду» США на 50 лет, выселив при этом коренное население островов в нарушение Всеобщей декларации прав человека. В свою очередь, США создали на входящем в архипелаг острове Диего-Гарсия крупную базу ВВС и ВМС, из-за чего требования Маврикия о возврате Чагоса до сих пор остаются неудовлетворенными. Между тем, парламент Маврикия ещё в 1983 году принял закон, провозглашающий архипелаг частью маврикийской территории.
17 декабря 2000 года Анируд Джагнот, как премьер-министр Маврикия, сообщил, что правительство намерено в ближайшее время развернуть международную кампанию в поддержку своих требований по возвращению архипелага Чагос.
Занимающий достаточно последовательные антиимпериалистические и антиглобалистские позиции, А. Джагнот заявил с трибуны 58 сессии Генеральной Ассамблеи ООН, проходившей с 23 сентября по 3 октября 2003 года о законном суверенитете Маврикия над архипелагом Чагос и островом Диего Гарсиа. Кроме того, он объявил об официальной поддержке борьбы за восстановление прав депортированных жителей архипелага Чагос, включая их право на возвращение на родину. В своей речи Джагнот обратился к Великобритании и Франции, затронув в частности и тему принадлежности острова Тромлен:
Прежде чем завершить своё выступление, я хотел бы призвать Соединённое Королевство предпринять все необходимые меры в целях завершения процесса деколонизации Маврикия. И на этом и на других международных форумах Маврикий последовательно в течение многих лет подтверждал свой суверенитет над архипелагом Чагос, включая остров Диего-Гарсия. Я искренне сожалению, что этот вопрос не был урегулирован. Поэтому я вновь настоятельно призываю Соединённое Королевство, страну, известную своим стремлением к обеспечению справедливости и защите прав человека, а также наших друзей в Соединённых Штатах, провести с Маврикием серьезный диалог по вопросу об архипелаге Чагос, с тем чтобы как можно скорее урегулировать этот вопрос. Изгнание жителей Чагоса под ложным предлогом явилось вопиющим нарушением прав человека. Будем надеяться, что данный аспект этого вопроса будет в недалёком будущем разрешён с помощью британских судов. Я также призываю Французскую Республику, с которой у нас сложились отличные отношения, возобновить диалог в целях обеспечения восстановления суверенитета Маврикия над островом Тромлен.
Мировое сообщество достаточно сочувственно относится к борьбе Маврикия за возвращение островов, достаточно указать на четкую и последовательную позицию Индии, ближайшего союзника и партнера Маврикия.

### Пост президента
30 сентября 2003 года объявил о своей отставке с постов депутата и премьер-министра. В октябре 2003 года перешёл на церемониальный пост президента, одновременно подав в отставку с поста лидера партии МСМ. 8 августа 2008 года присутствовал на церемонии открытия летних олимпийских игр в Пекине. 19 сентября 2008 года был переизбран в первом туре 100 процентами голосов депутатов парламента на безальтернативных президентских выборах.
30 марта 2012 года объявил о своей отставке с поста президента, заявив:
Суббота станет моим последним днём. Я делал работу так, как надо. Никто не может меня в чём-то обвинить. Я ухожу, и для этого есть причины.
Решение покинуть свой пост и присоединиться к движению оппозиции было принято из-за открытого конфликта с премьер-министром Навином Рамгуламом несмотря на то, что его сын Правинд ранее занимал в правительстве пост вице-премьера (был вынужден оставить пост из-за скандала с выкупленной государством частной медицинской клиникой, принадлежавшей сестре Правинда и дочери Анируда, после чего сторонники Джагнотов покинули правительство). Сторонники премьера обвиняли Джагнота в чрезмерном вмешательстве в процесс управления страной.

### Вновь премьер-министр
В 2014 году после победы МСМ на досрочных парламентских выборах вернулся на пост премьер-министра (лидером партии остался его сын Правинд). В январе 2017 года ушёл в отставку с тем, чтобы премьером стал его сын, являвшийся лидером партии парламентского большинства, чем вызвал протесты оппозиции, называвшей способ передачи власти «монархическим». Сохранил большое влияние в правительстве, заняв посты «министра-ментора» (с широкими неясными полномочиями), министра обороны и министра по делам о. Родригес.
Его партия побеждала на парламентских выборах в 1982, 1983, 1987, 1991, 2000, 2014 годах, а сам он — на президентских в 2003 и 2008 годах. Всегда отличался левыми взглядами (от радикальных до умеренных) и агрессивным отношением к мусульманской части населения.

## Награды и звания
- Королевский адвокат (1980 год)[14]
- член Её Величества Почтеннейшего Тайного Совета (1987 год)[14]
- Кавалер Большого креста ордена Плеяды (1984 год)[14]
- Орден Восходящего солнца I класса (Япония, январь 1988 года)[14]
- Великий офицер ордена Почётного легиона (Франция, 28 марта 1990 года)[14]
- Рыцарь-командор ордена Святого Михаила и Святого Георгия (Великобритания, 11 июня 1988 года)[14]